# Huis van het Nederlands
Een Huis van het Nederlands is een Vlaamse overheidsinstelling onder het statuut van een vzw, opgericht in september 2004 binnen het kader van de permanente vorming.

De opdracht is om anderstalige volwassenen die in Vlaanderen Nederlands willen leren, de weg te wijzen naar de gepaste vorming. Een Huis van het Nederlands organiseert zelf geen cursussen, maar werkt samen met onder andere de aanbodsverstrekkers Nederlands als tweede taal (NT2), de VDAB (Vlaamse Dienst voor Arbeidsbemiddeling en Beroepsopleiding) en Inburgering.
De Huizen van het Nederlands staan dus in voor de coördinatie van de intake, de testing en de oriëntering naar het meest gepaste vormingsaanbod. In bepaalde gevallen maakt men gebruik van de COVAAR-test bij de oriëntering om de leervaardigheid van de anderstalige te bepalen. Sommige Huizen nemen ook niveautesten af bij kandidaat-cursisten die al een hoger taalniveau hebben, om het exacte instapniveau te bepalen. De gemodulariseerde cursussen NT2 volgen het Gemeenschappelijk Europees referentiekader.
Tot 2015 waren er acht Huizen van het Nederlands, gespreid over de vijf Vlaamse provincies en in de drie grote steden Antwerpen, Brussel en Gent. In 2015 gingen de provinciale Huizen van het Nederlands op in het Agentschap Integratie en Inburgering. Dat van de stad Antwerpen ging op in Atlas, Integratie en Inburgering Antwerpen en dat van Gent ging op in IN-Gent. Het Huis van het Nederlands Brussel blijft over.